# کروموزوم ۱۹ (انسان)
کروموزوم ۱۹ انسان،

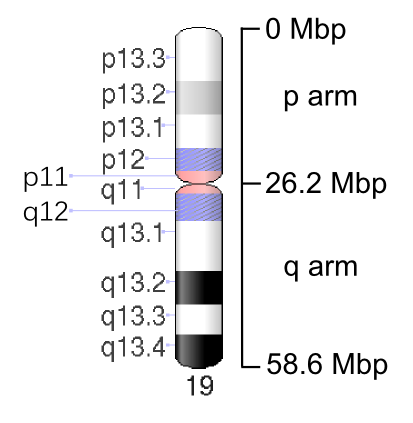
ایدئو گرام کروموزوم ۱۹ (انسان). MBP به معنی مگا جفت باز است. برای مشاهدهٔ دیگر منابع جایگاه کروموزومی را ببینید.

در کنار کروموزوم‌های دیگر، یکی از ۲۳ جفت کروموزوم در بشر است. انسان‌ها به روال معمول دو نسخه از این کروموزوم را دارند. کروموزوم ۱۹ از بیش از ۵۸٫۶ میلیون جفت باز (اجزای تشکیل‌دهندهٔ دی‌ان‌ای) در سلول‌های انسان تشکیل یافته‌است.
شناسایی هویت ژن‌ها در هر کروموزوم یکی از زمینه‌های فعال در پژوهش‌های ژنتیکی است. پژوهش‌گران از روش‌های مختلفی برای پیش‌بینی تعداد ژن در هر کروموزوم استفاده می‌کنند، از این رو، شمار تخمینی ژن‌ها در هر کروموزوم همیشه یک‌سان نیست. در ژانویه سال ۲۰۱۷، دو تخمین متفاوت با اختلاف ۲۲٪، با یک‌دیگر ارائه‌شده که نشان می‌دهند که کروموزوم ۱۹ انسان می‌تواند در بر گیرندهٔ بین ۲۱۸۸ و ۲۶۷۰ ژن باشد که بنابرین با استفاده از هر یک از این دو گمانه‌زنی تا این زمان؛ کروموزوم ۱۹ انسان دارای بالاترین تراکم ژن از همه ۲۳ کروموزوم است.